# Хінчин Яків Григорович
Яків Григорович (Гершенович) Хінчин (1858, Спичинці, Бердичівський повіту, Київська губернія — 29 грудня 1941, Казань) — російський та радянський учений, фахівець у галузі целюлозно-паперового виробництва, професор (1920), доктор технічних наук (1937).

## Біографія
Закінчив Петербурзький політехнічний інститут у 1887 році.
У 1887—1896 роках працював хіміком-технологом на Кондровській паперовій фабриці В. Говарда в Калузькій губернії, де організував одну з перших у Росії лабораторій з контролю якості продукції. У 1896—1918 роках був керуючим технічною частиною Кондровських паперових фабрик. Хінчин налагодив виробництво нового типу паперу, що був відзначений нагородами на Нижегородській виставці 1896 року й Всесвітній виставці в Парижі 1900 року. Почесний член Калузького губернського піклування дитячих притулків.
Із 1918 року — голова техніко-економічної ради Головного управління паперової промисловості ВРНГ, член колегії Головного управління паперової промисловості. У тому ж році організував і очолив Державну паперово-випробувальну станцію. У 1920—1930 роках — завідувач кафедрою в МІНГ. Одночасно, у 1928—1930 роках завідував відділом у НДІ деревини. У 1930—1941 роках — науковий консультант Інституту паперу й целюлози.
Автор наукових праць із технології паперового виробництва, зокрема по дослідженню впливу вмісту пентозанів у волокні на проклейку паперу; розробив процес виробництва електроізоляційних видів паперу.
Син — радянський математик і статистик Олександр Якович Хінчин.